# مركز إم إف إف لكرة القدم
مركز إم إف إف لكرة القدم هو ملعب في بلدية أولان باتور المستقلة داخل منغوليا.

## لمحة عامة
وهو يستخدم حالياً لمباريات كرة القدم، كما أنه يتمتع بسطح لعب اصطناعي. وقد استضاف في الآونة الأخيرة محاولات منغوليا للتأهل لكأس التحدي الآسيوي وكأس العالم لكرة القدم 2014. وافتتح في أكتوبر 2013 الملعب الموسع ذو الـ5،000 مقعد في مركز كرة القدم.